# Іспит в десь там
Іспит в десь там (англ. Ordeal in Otherwhere) — науково-фантастичний роман американської письменниці Андре Нортон, вперше опублікований 1964 року.
Друга книга серії «Предтечі»; про артефакти могутньої зниклої цивілізації.

## Зміст
Чаріс після смерті батька підписала безстроковий трудовий контракт, щоб покинути планету з релігійними поселенцями.
Її продали команді вільного торгівця, який отримав тимчасову ліцензію на торгівлю на планеті Чаклун.
Вона була потрібна команді, оскільки Віверни не хотіли спілкуватись з чоловіками.
Коли команда загинула після нападу невідомців, Чаріс втекла з бази і знайшла Вівернів.
Вона пройшла їхнє випробування і вони надали їй амулет з чарівними силами.
Коли Чаріс зустріла рейнджера Патруля Шена Ланті, вони вирішили перевірити захоплену базу Патруля, де Шен був взятий у полон.
Чаріс втекла на гвинтокрилі незнайомих нападників і добралась до Вівернів, які тепер були вороже настроєні до всіх чоловіків і забрали в неї амулет, оскільки вона спілкувалась з Шеном.
Віверни потребували допомоги, оскільки невідомі нападники, які виявились найманцями великої корпорації, надали чоловікам Вівернів пристрій, який блокує телепатичний контроль доступний жінкам.
Віверни звільними офіцера Патруля Рагнара Торвальда і відправили разом із Чаріс та росомахами Шена, визволяти його з табору нападників.
Чаріс здалась у полон, щоб добратись до Шена та пристрою.
І разом із Шеном вони переконали самців Вівернів, що їм краще позбутись приладу і його власників, пообіцявши їм захист від відьм.
Самці погодились і Чаріс, Шену і росомахам довелось переконувати Вівернів, що телепатичний зв'язок має використовуватисчь для обопільної користі, а не для безумовного контролю.